# Aleksander Romanowicz
Aleksander Romanowicz (ur. 20 marca?/1 kwietnia 1871 w majątku rodowym Olekszyszki, w pow. lidzkim, zm. 14 listopada 1933 w Wilnie) – polski Tatar, muzułmanin, generał major Armii Imperium Rosyjskiego, generał brygady Wojska Polskiego.

## Życiorys
Aleksander Romanowicz urodził się 1 kwietnia 1871 w majątku rodowym Olekszyszki, w powiecie lidzkim, w rodzinie Romualda, kapitana rosyjskiej artylerii, i Emilii z Jakubowskich. Żonaty z Joanną z Bazarewskich, z którą miał czworo dzieci: Stefana, Zofię, Marię i Helenę.
W 1890 ukończył Korpus Kadetów w Połocku, potem Oficerską Szkołę Kawalerii. Od 1892 oficer zawodowy rosyjskiej kawalerii. W 1914 jako dowódca pułku jazdy walczył w kampanii pruskiej. Uratowany z pogromu na Mazurach objął dowództwo kaliskiego pułku strzelców pogranicznych. W 1916 zatruty niemieckimi gazami bojowymi. Po wyleczeniu uzyskał stopień generała majora i do 1917 dowodził Dywizją Pograniczną w Finlandii.
3 lutego 1920 został przyjęty do Wojska Polskiego z warunkowym zatwierdzeniem posiadanego stopnia generała podporucznika i mianowany dowódcą Pułku Jazdy Tatarskiej im. Mustafy Achmatowicza.
22 kwietnia 1920 powołany na stanowisko dowódcy 7 Brygady Jazdy. lipiec 1920 - marzec 1921 w dyspozycji Ministra Spraw Wojskowych, po czym służył w Centralnej Stacji Zbornej Oficerów w Warszawie. Uczestnik wojny bolszewickiej. 26 stycznia 1921 został zatwierdzony z dniem 1 kwietnia 1920 w stopniu generała podporucznika, w grupie oficerów byłych Korpusów Wschodnich i byłej armii rosyjskiej.
Nie potrafił przystosować się do nowego środowiska i podał się do dymisji. Z dniem 1 kwietnia 1921 został przeniesiony w stan spoczynku, w stopniu generała podporucznika. 26 października 1923 Prezydent RP Stanisław Wojciechowski zatwierdził go w stopniu generała brygady. Będąc na emeryturze rozwinął ożywioną działalność społeczną i religijną wśród gminy muzułmańskiej, której prezesował. Osiadł w Wilnie, gdzie zmarł 14 listopada 1933. Pochowany w grobie rodzinnym na cmentarzu w Niekraszuńcach, w powiecie lidzkim.

## Awanse
W czasie służby w armii rosyjskiej awansował na kolejne stopnie:
- korneta (ros. Корнет) – 4 sierpnia 1892,
- porucznika (ros. Поручик) – 4 sierpnia 1896,
- sztabsrotmistrza (ros. Штабс-ротмистр) – 4 sierpnia 1900,
- rotmistrza (ros. Ротмистр) – 4 sierpnia 1904,
- pułkownika (Полковник) – 6 grudnia 1913,
- generała majora (ros. Генерал-майор) – 11 sierpnia 1917[6] .